# Anna Sophia von Brandenburg

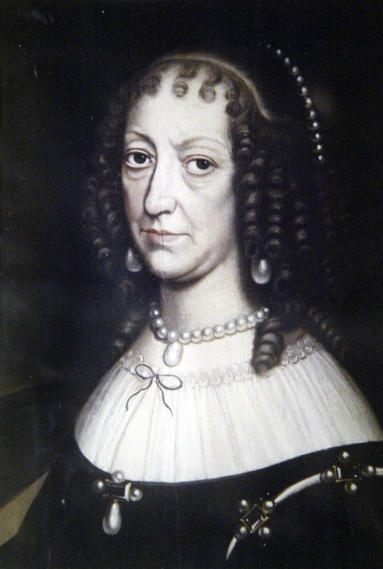
Anna Sophia von Brandenburg, Herzogin von Braunschweig-Lüneburg

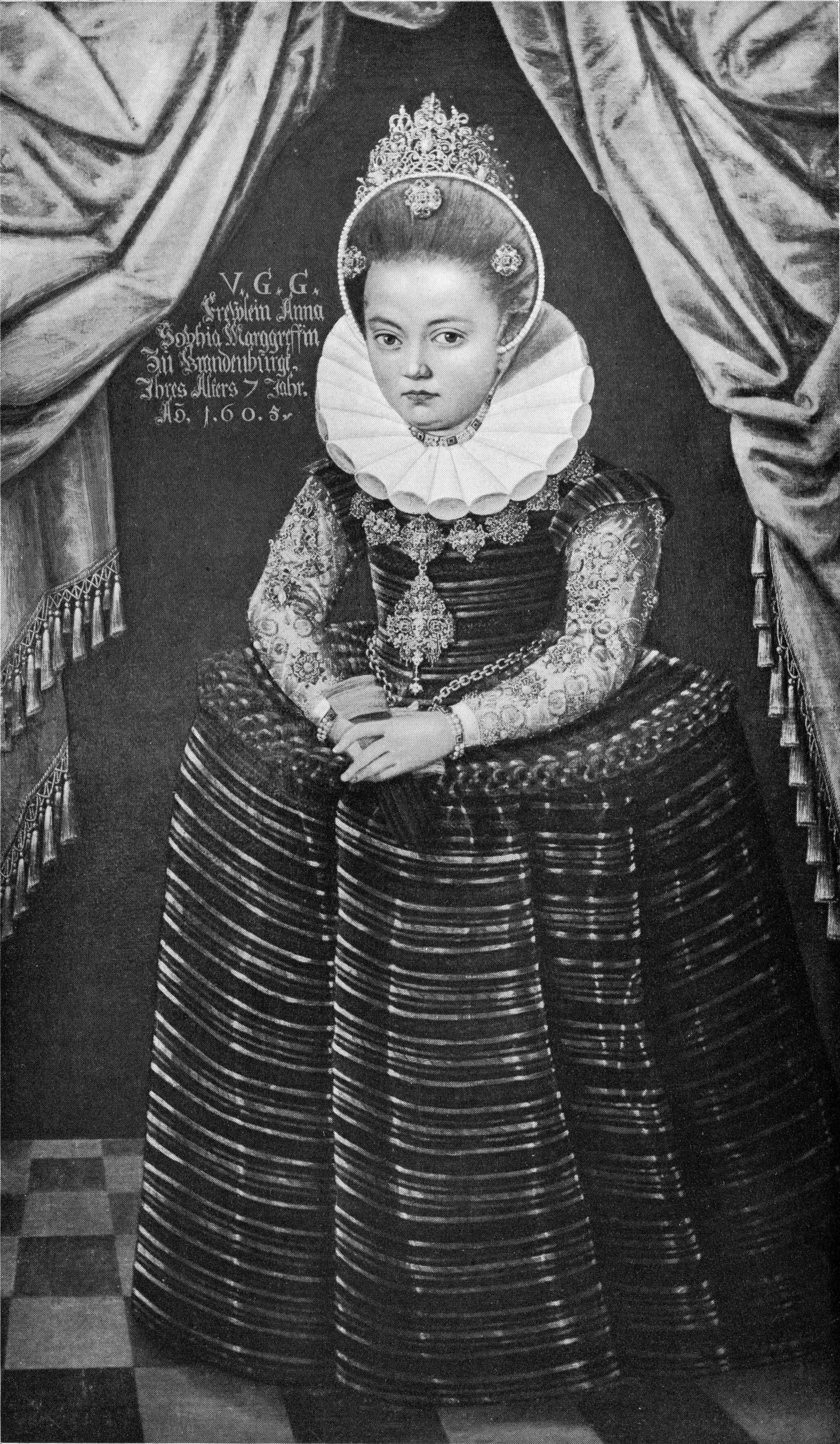
Anna Sophia von Brandenburg im Alter von 7 Jahren, Ölgemälde von Daniel Rose, 1605.

Anna Sophia von Brandenburg (* 18. März 1598 in Berlin; † 19. Dezember 1659 ebenda) war eine Prinzessin von Brandenburg und durch Heirat Herzogin zu Braunschweig und Lüneburg und Fürstin von Braunschweig-Wolfenbüttel.

## Leben
Anna Sophia war die älteste Tochter des Kurfürsten Johann Sigismund von Brandenburg aus dessen Ehe mit Anna (1576–1625), Tochter des Herzogs Albrecht Friedrich von Preußen. Zunächst war die Prinzessin als Gemahlin des Pfalzgrafen Wolfgang Wilhelm von Neuburg ausersehen, doch scheiterte dieses Projekt, nachdem sich dieser mit Anna Sophias Vater überworfen hatte.
Sie heiratete am 4. September 1614 in Wolfenbüttel Herzog Friedrich Ulrich von Braunschweig-Lüneburg (1591–1634). Aus Anlass der Vermählung komponierte Michael Praetorius die Hochzeitsmusik.
Die Ehe blieb kinderlos. Anna Sophia unterhielt ein Liebesverhältnis mit Herzog Franz Albrecht von Sachsen-Lauenburg, der in der von Johann T’Serclaes von Tilly geführten Armee diente. Nachdem dieser in einem Gefecht bei Plesse durch Christian von Braunschweig geschlagen worden war, fand sich unter der Beute der kompromittierende Briefverkehr Anna Sophias mit Franz Albrecht, den Christian seinem Bruder Herzog Friedrich Ulrich aushändigte. Anna Sophia flüchtete daraufhin an den Hof ihres Bruders Georg Wilhelm. Anna Sophie schrieb an Kaiser Ferdinand II., ihr Gemahl habe ihr seine ehelich Affecten und Hertz entzogen, und Georg Wilhelm schrieb an seinen Schwager, er solle seine Gattin beurlauben und den Schmuck nachsenden.

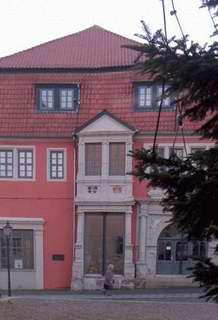
Die von Anna Sophia gestiftete und barock umgestaltete Lateinschule Anna-Sophianeum in Schöningen (heute Stadtmuseum)

Friedrich Ulrich ließ seine Gemahlin aus den Kirchengebeten ausschließen, verbot die Auszahlung der Zinsen für ihr Leibgedinge und konfiszierte ihr eingebrachtes Vermögen. Einer Vorladung nach Wolfenbüttel vor ein Konsistorium kam Anna Sophie allerdings nicht nach, auch verweigerte sie ihre Einwilligung in eine Scheidung und Wiedervermählung Friedrich Ulrichs. Kaiser Ferdinand, der schlichtend eingreifen sollte, scheiterte und überließ den Fall 1626 Kurfürst Johann Georg I. von Sachsen. Dieser berief ein Gericht unter Vorsitz des Oberhofpredigers Matthias Hoë von Hoënegg, dem brandenburgische und lüneburgische Abgeordnete beigesetzt waren. Während der Verhandlungen starb Herzog Friedrich Ulrich in Braunschweig, womit das Mittlere Haus Braunschweig ausstarb.
Anna Sophia lebte anschließend auf ihrem Witwensitz Schloss Schöningen. Dort stiftete und förderte sie tatkräftig die Schöninger Stadtschule am Markt, die ihr zu Ehren Anna-Sophianeum genannt wurde. Das dafür erworbene Gebäude ließ sie barock umgestalten und mit brandenburgischen und braunschweigischen Wappen am Portal versehen; das Haus wird heute als Heimatmuseum genutzt.
Anna Sophia berief Raban von Canstein als Hofrat und Obermarschall, der später bei ihrem Bruder als Hofkammerpräsident Karriere machte. Als außerordentlich klug beschrieben, verstand sie es durch geschickte Verhandlungen mit den verschiedenen Parteien im Dreißigjährigen Krieg, ihr Wittum aus den Kriegswirren herauszuhalten und auch die Universität Helmstedt zu schützen. Am 29. April 1629 gab es eine feierliche Übergabe des Amtes Calvörde im Marktflecken Calvörde vom Kaiserlichen Kommissar mit Oberst David Becker, Freiherr von der Ehre, an die Herzogin Anna Sophie von Braunschweig. 
Die Armeeführer aller Parteien stellten Anna Sophia Schutzbriefe aus, und die Universität und Anna Sophias Besitz blieben als einzige Teile des Landes vor Übergriffen und Plünderungen geschützt.
Anna Sophia wurde in der Hohenzollerngruft im Berliner Dom bestattet. Ca. 50 Bücher aus ihrer Bibliothek befinden sich heute im Niedersächsischen Landesarchiv, Standort Wolfenbüttel.